# Tillandsia nervisepala
Tillandsia nervisepala är en gräsväxtart som först beskrevs av Amy Jean Gilmartin, och fick sitt nu gällande namn av Lyman Bradford Smith. Tillandsia nervisepala ingår i släktet Tillandsia och familjen Bromeliaceae. Inga underarter finns listade i Catalogue of Life.